# Leigh Brackett

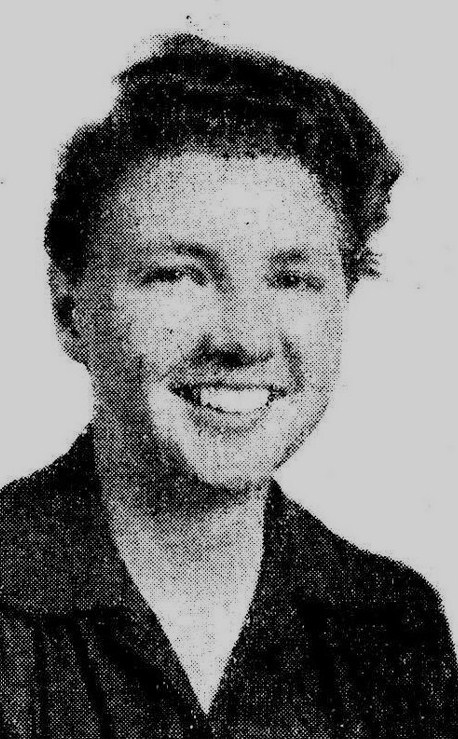
Leigh Brackett, 1941

Leigh Douglass Brackett (* 7. Dezember 1915 in Los Angeles, Kalifornien; † 17. März 1978 in Lancaster, Kalifornien) war eine US-amerikanische Schriftstellerin und Drehbuchautorin.
Einen Teil ihrer Werke verfasste sie unter dem Pseudonym V. E. Thiessen.

## Leben
Leighs Vater starb während der Grippe-Epidemie von 1918. Brackett wuchs in Santa Monica im Haus ihres Großvaters zusammen mit ihrer Mutter und einer Tante auf. Brackett, die in ihrer Jugend ein Fan von Robert E. Howard und Edgar Rice Burroughs’ John-Carter-Geschichten war, belegte einen Schreibkurs bei Laurence D’Orsay, wodurch Henry Kuttner ihre Arbeiten kennenlernte und ihr seinen Agenten Julius Schwartz empfahl.
Im Jahr 1946 heiratete Brackett Edmond Moore Hamilton, einen Science-Fiction-Autor, der zu seiner Zeit als der „World Saver“ bekannt war. Die Hamiltons lebten abwechselnd in Ohio und in Kalifornien. Nach dem Tod ihres Mannes 1977 zog Brackett dauerhaft nach Kalifornien, wo sie bis zu ihrem Tod lebte. Neben fast 200 Science-Fiction- und Fantasy-Romanen und -Kurzgeschichten schrieb Brackett zahlreiche Drehbücher für Film und Fernsehen sowie Kurzgeschichten und drei Kriminalromane.

## Leistungen
Leigh Brackett arbeitete seit 1939 als freie Schriftstellerin und veröffentlichte ihre erste Kurzgeschichte, Martian Quest, im Jahr 1940 in Astounding. In den 1940er-Jahren veröffentlichte sie zusammen mit Ray Bradbury regelmäßig in Planet Stories. Viele der in diesen Jahren veröffentlichten Storys waren Abenteuergeschichten, deren Handlung in unserem Sonnensystem spielt, unter anderem The Dragon-Queen of Jupiter, dessen Handlung auf der Venus angesiedelt ist. 1944 veröffentlichte sie einen Kriminalroman (No Good from a Corpse), der stark an Raymond Chandler und Black Mask erinnerte. Howard Hawks engagierte den Autor, der zu seiner Überraschung eine Frau war, für das Drehbuch zu Tote schlafen fest (The Big Sleep). Zusammen mit William Faulkner stellte Brackett das Drehbuch fertig. Weitere Drehbücher für Filme von Howard Hawks folgten, unter anderem für Rio Bravo, El Dorado und Rio Lobo sowie für Hatari!. Brackett selbst bezeichnete das Drehbuch zu El Dorado als ihr bestes, während Hawks die Geschichte zu tragisch fand. Vor der Zusammenarbeit mit Hawks hatte Brackett schon das Drehbuch zu The Vampire's Ghost (1945) verfasst. Weitere Drehbücher folgten, so zu Der Tod kennt keine Wiederkehr von Robert Altman im Jahr 1973. Ihr letztes Drehbuch schrieb Brackett zu Star Wars Episode V: The Empire Strikes Back (Das Imperium schlägt zurück). Der Film wurde ihr gewidmet.
Neben ihren Drehbüchern verfasste Brackett zahlreiche Romane, zumeist sogenannte Sword and Sorcery Geschichten, darunter The Sword of Rhiannon (1953), aber auch Space Operas wie The Starmen.

## Auszeichnungen
- 1978 Forry Award
- 1981 Hugo Award für das Drehbuch von The Empire Strikes Back

0000 British Fantasy Award für The Empire Strikes Back in der Kategorie „Film“
0000 Balrog Award für The Empire Strikes Back in der Kategorie „SF Film Hall of Fame“
- 2005 Cordwainer Smith Rediscovery Award für vergessene oder nicht mehr hinreichend gewürdigte Science-Fiction-Autoren (postum)
- 2014 Science Fiction Hall of Fame (postum)

## Bibliografie

### Serien und Zyklen
Leigh Brackett’s Solar System / Sonnensystem
- Child of the Green Light (in: Super Science Stories, February 1942)

Mercury / Merkur:
- The Demons of Darkside (in: Startling Stories, January 1941)
- A World Is Born (in: Comet, July 1941)
- Cube from Space (in: Super Science Stories, August 1942)
- Shannach – The Last (in: Planet Stories, November 1952)

Venus:
- The Stellar Legion (in: Planet Stories, Winter 1940)
- The Dragon-Queen of Jupiter (in: Planet Stories, Summer 1941; auch: The Dragon-Queen of Venus, 2002)
- Interplanetary Reporter (in: Startling Stories, May 1941)
- The Blue Behemoth (in: Planet Stories, May 1943)
- Citadel of Lost Ships (in: Planet Stories, March 1943; auch: The Citadel of Lost Ships, 2002)
  - Deutsch: Strandgut des Alls. In: Walter Spiegl (Hrsg.): Science-Fiction-Stories 9. Ullstein 2000 #13 (2853), 1971, ISBN 3-548-02853-5.
- Terror Out of Space (in: Planet Stories, Summer 1944)
  - Deutsch: Sirenen des Alls. In: Das Rätsel der Venus. Moewig (Terra Sonderband #62), 1962. Auch als: Tödliche Verlockung. In: Science-Fiction-Stories 29. Ullstein 2000 #53 (2989), 1973, ISBN 3-548-02989-2.
- The Vanishing Venusians (in: Planet Stories, Spring 1945)
- Lorelei of the Red Mist (in: Planet Stories, Summer 1946; mit Ray Bradbury)
  - Deutsch: Die Venus-Hexe. In: Walter Spiegl (Hrsg.): Science-Fiction-Stories 18. Ullstein 2000 #31 (2916), 1972, ISBN 3-548-02916-7.
- The Moon That Vanished (in: Thrilling Wonder Stories, October 1948; auch: The Moonfire Gods, 1954)
  - Deutsch: Das Mondfeuer. In: Donald A. Wollheim (Hrsg.): Bruder des Schwertes. Pabel (Terra Fantasy #10), 1975.

Earth / Erde:
- The Halfling (in: Astonishing Stories, February 1943)
  - Deutsch: Halbmensch. In: Isaac Asimov und Martin H. Greenberg (Hrsg.): Die besten Stories von 1943. Moewig (Playboy Science Fiction #6724), 1982, ISBN 3-8118-6724-5.

Mars:
- Shadow Over Mars (in: Startling Stories, Fall 1944; auch: The Nemesis from Terra, 1976)
  - Deutsch: Schatten über dem Mars. Pabel-Moewig (Terra Astra #329), 1977.
- The Beast-Jewel of Mars (in: Planet Stories, Winter 1948)
  - Deutsch: Die Verwandlungsjuwelen. In: Hände weg vom Mars. 1977.
- Sea-Kings of Mars (in: Thrilling Wonder Stories, June 1949; auch: The Sword of Rhiannon, 1953)
  - Deutsch: Das Vermächtnis der Marsgötter. Übersetzt von Fritzheinz van Doornick. Pabel (Utopia-Großband #46), Rastatt 1956, DNB 363379398. Auch als: Das Erbe der Marsgötter. Übersetzt von Lore Straßl. Pabel (Terra Fantasy #49), 1978.
- The Last Days of Shandakor (in: Startling Stories, April 1952)
  - Deutsch: Die letzten Tage von Shandakor. In: Leigh Brackett: Die besten Stories von Leigh Brackett. 1981.
- Mars Minus Bisha (in: Planet Stories, January 1954)
  - Deutsch: Das verhängnisvolle Erbe. In: Hände weg vom Mars. 1977.
- Purple Priestess of the Mad Moon (in: The Magazine of Fantasy and Science Fiction, October 1964)
  - Deutsch: Die Purpurpriesterin. In: Hände weg vom Mars. 1977. Auch als: Die Purpur-Priesterin. In: Michael Görden (Hrsg.): Das große Buch der Fantasy. Bastei-Lübbe Paperback #28102, 1977, ISBN 3-404-28102-0.
- The Coming of the Terrans (1967, Sammlung)
  - Deutsch: Hände weg vom Mars. Übersetzt von Lore Straßl. Pabel-Moewig (Terra Astra #317), 1977.

Mars – Eric John Stark:
- Enchantress of Venus (in: Planet Stories, Fall 1949; auch: The City of the Lost Ones, 1958)
  - Deutsch: Revolte der Verlorenen. Übersetzt von Fritzheinz van Doornick. Pabel (Utopia Zukunftsroman #95), 1957. Auch als: Die Zauberin von der Venus. In: Leigh Brackett: Die besten Stories von Leigh Brackett. 1981.
- Queen of the Martian Catacombs (in: Planet Stories, Summer 1949)
- Black Amazon of Mars (in: Planet Stories, March 1951)
- The Road to Sinharat (in: Amazing Stories, May 1963)
- People of the Talisman (1964, in: Leigh Brackett: People of the Talisman / The Secret of Sinharat)
  - Deutsch: Wächter am Todestor. Übersetzt von Lore Straßl. Pabel (Terra Fantasy #41), 1977.
- The Secret of Sinharat (1964, in: Leigh Brackett: People of the Talisman / The Secret of Sinharat)
  - Deutsch: Krieg der Unsterblichen. Übersetzt von Hubert Straßl. Pabel (Utopia Zukunftsroman #579), 1968. Auch als: Der Weg nach Sinharat. Übersetzt von Hubert & Lore Straßl. Pabel (Terra Fantasy #40), Rastatt/Baden 1977, DNB 780061896.
- People of the Talisman / The Secret of Sinharat (Sammelausgabe von 2 Romanen; 1964; auch: Eric John Stark: Outlaw of Mars, 1982; auch: The Secret of Sinharat, 2007)

Mars – Eric John Stark – Skaith:
- 1 The Ginger Star (2 Teile in: Worlds of If, January-February 1974  ff.)
  - Deutsch: Der sterbende Stern. Übersetzt von Jürgen Saupe. Pabel (Terra Taschenbuch #320), 1979.
- 2 The Hounds of Skaith (1974)
  - Deutsch: Dämon aus dem All. Übersetzt von Jürgen Saupe. Pabel (Terra Taschenbuch #324), 1980.
- 3 The Reavers of Skaith (1976)
  - Deutsch: Planet im Aufbruch. Übersetzt von Jürgen Saupe. Pabel (Terra Taschenbuch #326), 1980.
- The Book of Skaith: The Adventures of Eric John Stark (Sammelausgabe von 1–3; 1976)

The Asteroid Belt:
- No Man’s Land in Space (in: Amazing Stories, July 1941)
- The Veil of Astellar (in: Thrilling Wonder Stories, Spring 1944)
  - Deutsch: Der Schleier von Astellar. In: Leigh Brackett: Die besten Stories von Leigh Brackett. 1981.

Jupiter:
- Outpost on Io (in: Planet Stories, Winter 1942)
- The Dancing Girl of Ganymede (in: Thrilling Wonder Stories, February 1950)

Sammlungen:
- Beyond Mars (2008)
- The Eric John Stark Saga (2008)
- Mercury’s Light (2008)
- The Solar System (2008)
- Stark and the Star Kings (2008; mit Edmond Hamilton)
- Swamps of Venus (2008)
- Shannach — The Last: Farewell to Mars (2011)
- Stark Planets (2019)
- The Illustrated Stark (Sammelausgabe, 2019; auch: The Complete Illustrated Stark)
- The Mercurian: Three Tales of Eric John Stark (Sammelausgabe, 2019)

Star Wars
- The Empire Strikes Back Notebook (1980; mit Lawrence Kasdan)
- The Empire Strikes Back Storybook (1980; mit George Lucas, Lawrence Kasdan und Shep Steneman)
- The Empire Strikes Back (1998; mit Lawrence Kasdan und George Lucas)

### Romane
- No Good from a Corpse (1944)
- Stranger at Home (1946)
- The Starmen of Llyrdis (in: Startling Stories, March 1951; auch: The Starmen, 1952; auch: The Galactic Breed, 1955; auch: The Starmen of Llyrdis, 1976)
  - Deutsch: Das Schiff von Orthis. Moewig (Terra #117), 1960.
- The Big Jump (in: Space Stories, February 1953; auch: The Big Jump, 1955)
  - Deutsch: Der große Sprung. Übersetzt von Lothar Heinecke. Moewig (Terra #112), 1960. Auch als: Der grosse Sprung. Übersetzt von Lore Straßl. Moewig (Terra-Taschenbuch #353), Rastatt und Rastatt 1983, DNB 830467564.
- The Long Tomorrow (1955)
  - Deutsch: Am Morgen einer anderen Zeit. Übersetzt von M. F. Arnemann. Pabel (Utopia-Großband #110), 1959.
  - Deutsch: Das lange Morgen. Übersetzt von Hannes Riffel. Memoranda, 2023, ISBN 978-3-910914-04-9.
- An Eye for an Eye (1957)
  - Deutsch: Wo ist meine Frau? : Kriminal-Roman. Übersetzt von Tony Westermayr. Goldmanns Taschen-Krimi #1078, München 1962, DNB 450578682.
- The Tiger Among Us (1957; auch: Fear No Evil, 1960; auch: 13 West Street, 1962)
  - Deutsch: Ich war das Opfer : Kriminal-Roman. Übersetzt von Tony Westermayr. Goldmanns Taschen-Krimi #1030, München 1961, DNB 450578704. Auch als: Raubtiere unter uns. Übersetzt von Tony Westermayr. Unionsverlag Taschenbuch #152, Zürich 1999, ISBN 3-293-20152-0.
- Rio Bravo (1959)
  - Deutsch: Rio Bravo : Western-Roman. Übersetzt von Walter Brumm. Heyne-Bücher #2124, München 1966, DNB 456171428.
- The Nemesis From Terra (1961)
  - Deutsch: Schatten über dem Mars. Übersetzt von Lore Straßl. Moewig Terra Astra #329, 1977.
- Alpha Centauri or Die! (1963, in: G. McDonald Wallis und Leigh Brackett: Alpha Centauri or Die! / Legend of Lost Earth)
  - Deutsch: Alpha Centauri sehen und sterben. Übersetzt von Volker Diefenbach. Bastei Lübbe Science Fiction Action #21111, 1978, ISBN 3-404-01104-X.
- Follow the Free Wind (1963)
  - Deutsch: Frei wie der Wind : Ein Roman aus dem Wilden Westen. Übersetzt von Tony Westermayr. Goldmanns gelbe Taschenbücher #1638, München 1965, DNB 450578690.
- Silent Partner (1969)

### Sammlungen
- The Halfling and Other Stories (1973)
- The Best of Leigh Brackett (1977)
  - Deutsch: Die besten Stories von Leigh Brackett. Von Leigh Brackett. Übersetzt von Eva Malsch. Moewig (Playboy Science Fiction #6715), 1981, ISBN 3-8118-6715-6.
- No Good from a Corpse (1999)
- Martian Quest: The Early Brackett (2002)
- Sea Kings of Mars (2005)
- Lorelei of the Red Mist: Planetary Romances (2007)
- Black Amazon of Mars and Other Tales from the Pulps (2010)

### Kurzgeschichten
1940
- Martian Quest (in: Astounding Science-Fiction, February 1940)
- The Treasure of Ptakuth (in: Astounding Science-Fiction, April 1940)
- The Tapestry Gate (in: Strange Stories, August 1940)

1941
- Water Pirate (in: Super Science Stories, January 1941)
- Lord of the Earthquake (in: Science Fiction, June 1941)
- Retreat to the Stars (in: Astonishing Stories, November 1941)

1942
- Child of the Sun (in: Planet Stories, Spring 1942)
- The Sorcerer of Rhiannon (in: Astounding Science-Fiction, February 1942)
- Out of the Sea (in: Astonishing Stories, June 1942)

1943
- Thralls of the Endless Night (in: Planet Stories, Fall 1943)

1944
- The Jewel of Bas (in: Planet Stories, Spring 1944)
  - Deutsch: Das Juwel des Bas. In: Leigh Brackett: Die besten Stories von Leigh Brackett. 1981.
- The Jewel of the Bas (1944)
  - Deutsch: Das Juwel des Bas. In: Leigh Brackett: Die besten Stories von Leigh Brackett. 1981.

1949
- Quest of the Starhope (in: Thrilling Wonder Stories, April 1949)
- The Lake of the Gone Forever (in: Thrilling Wonder Stories, October 1949)

1950
- The Truants (in: Startling Stories, July 1950)
- The Citadel of Lost Ages (in: Thrilling Wonder Stories, December 1950)
  - Deutsch: Die Zitadelle im Eis. In: Walter Spiegl (Hrsg.): Science-Fiction-Stories 8. Ullstein 2000 #11 (2845), 1971, ISBN 3-548-02845-4.
- Citadel of Lost Ages (1950)
  - Deutsch: Die Zitadelle im Eis. In: Walter Spiegl (Hrsg.): Science-Fiction-Stories 8. Ullstein 2000 #11 (2845), 1971, ISBN 3-548-02845-4.

1951
- The Woman from Altair (in: Startling Stories, July 1951)

1952
- The Shadows (in: Startling Stories, February 1952)

1953
- The Ark of Mars (in: Planet Stories, September 1953)

1954
- Runaway (in: Startling Stories, Spring 1954)
- Teleportress of Alpha C (1954, in: Planet Stories, Winter 1954-55)

1955
- The Tweener (in: The Magazine of Fantasy and Science Fiction, February 1955)
- Last Call from Sector 9G (in: Planet Stories, Summer 1955)

1956
- The Queer Ones (1956; auch: The Other People, 1958; auch: The Strange Ones, 1963)
  - Deutsch: Die heimlichen Invasoren. In: Die heimlichen Invasoren. Moewig (Terra Nova #165), 1971. Auch als: Die Seltsamen. In: Leigh Brackett: Die besten Stories von Leigh Brackett. 1981.

1957
- Revolte der Verlorenen. Pabel (Utopia Zukunftsroman #95), 1957.
- All the Colors of the Rainbow (in: Venture Science Fiction Magazine, November 1957; auch: All the Colours of the Rainbow, 1964)

1963
- The Road of Sinharat (1963)
  - Deutsch: Der Weg nach Sinharat. In: Leigh Brackett: Der Weg nach Sinharat. Pabel Terra Fantasy #40, 1977.

1964
- The Purple Priestess of the Mad Moon (1964)
  - Deutsch: Die Purpurpriesterin. In: Leigh Brackett: Hände weg vom Mars. Moewig Terra Astra #317, 1977.
- The Secret of Sinharat (1964)
  - Deutsch: Fluch der Unsterblichen. In: Leigh Brackett: Der Weg nach Sinharat. Pabel Terra Fantasy #40, 1977.

1965
- The True Death of Juanito Rodriguez (in: Cosmopolitan, February 1965)

1973
- Come Sing the Moons of Moravenn (1973, in: Roger Elwood (Hrsg.): The Other Side of Tomorrow)
  - Deutsch: Die Monde von Moravenn. In: Roger Elwood (Hrsg.): Jenseits von morgen. Ueberreuter #3137, 1976, ISBN 3-8000-3137-X.
- How Bright the Stars (1973, in: Roger Elwood (Hrsg.): Flame Tree Planet: An Anthology of Religious Science-Fantasy)

1974
- „Mommies and Daddies“ (1974, in: Roger Elwood (Hrsg.): Crisis; auch: Mommies and Daddies, 2011; auch: Mummies & Daddies, 1975)

1977
- Stark and the Star Kings (1977, in: Leigh Brackett: The Best of Leigh Brackett; mit Edmond Hamilton)
  - Deutsch: Stark und die Sternenkönige. In: Pandora, Fall 2007. Shayol #73, 2007, ISBN 978-3-926126-73-3.

1993
- I Feel Bad Killing You (1993, in: Robert Weinberg, Stefan Dziemianowicz und Martin H. Greenberg (Hrsg.): Tough Guys & Dangerous Dames)

1999
- Design For Dying (1999, in: Leigh Brackett: No Good from a Corpse)
- The Misfortune Teller (1999, in: Leigh Brackett: No Good from a Corpse)
- Murder in the Family (1999, in: Leigh Brackett: No Good from a Corpse)
- Murder Is Bigamy (1999, in: Leigh Brackett: No Good from a Corpse)
- No Star Is Lost (1999, in: Leigh Brackett: No Good from a Corpse)
- Red-Headed Poison (1999, in: Leigh Brackett: No Good from a Corpse)
- So Pale, So Cold, So Fair (1999, in: Leigh Brackett: No Good from a Corpse)

2019
- The Enchantress of Venus (2019)

2020
- The War-Nymphs of Venus (2020)

0000
- Shadow in the Woods
  - Deutsch: Schatten in den Wäldern. In: Hubert Straßl (Hrsg.): Lands of Wonder 6. Privatdruck Lands of Wonder #6, 1969.

### Anthologien
- The Best of Planet Stories #1: Strange Adventures on Other Worlds (1975)
- Thieves’ Carnival / The Jewel of Bas (1990; mit Karen Haber)
- Lorelei of the Red Mist / Gold in the Sky (2017; mit Alan E. Nourse und Ray Bradbury)

## Drehbuch
- Star Wars: The Empire Strikes Back, 1980 (mit Lawrence Kasdan und George Lucas) (das Drehbuch zum Film)